# Genètica mendeliana
La genètica de Mendel, genètica mendeliana o les lleis de Mendel són el conjunt de regles bàsiques sobre la transmissió per herència genètica de les característiques dels organismes parentals als seus fills. Aquestes regles bàsiques d'herència constitueixen el fonament de la genètica. Aquestes lleis es deriven del treball realitzat per Gregor Mendel publicat els any 1865 i 1866,però que va ser ignorat durant molt de temps fins que van ser redescobert el 1900.
La història de la ciència té en l'herència mendeliana una fita en l'evolució de la biologia que només és comparable amb les lleis de Newton dins el desenvolupament de la física. Tal valoració es basa en el fet que Mendel va ser el primer a formular amb total precisió una nova teoria de l'herència, expressada en el que després s'anomenaria «lleis de Mendel», que s'enfrontava a la poc rigorosa teoria de l'herència per la mescla de la sang. Aquesta teoria va aportar als estudis biològics les nocions bàsiques de la genètica moderna.
No menys notables han estat els aspectes epistemològics i metodològics de la recerca feta per Mendel. El reconeixement de la importància d'una experimentació rigorosa i sistemàtica, i l'expressió dels resultats observacionals en forma quantitativa mitjançant el recurs a l'estadística posaven de manifest una postura epistemològica totalment nova per a la biologia de l'època. Per aquesta raó, la figura de Mendel sol ser concebuda com el paradigma del científic que, a partir de la meticulosa observació lliure de prejudicis, aconsegueix inferir inductivament les seves lleis, que en el futur constituirien els fonaments de la genètica. D'aquesta manera s'ha integrat el treball de Mendel a l'ensenyament de la biologia: en els textos, la teoria mendeliana apareix constituïda per les famoses dues lleis, concebudes com generalitzacions inductives a partir de les dades recollides a través de l'experimentació.

## Història
La teoria de l'herència per mescla suposava que els caràcters es transmeten de pares a fills mitjançant líquids corporals que, un cop barrejats, no es poden separar, de manera que els descendents tindran uns caràcters que seran la barreja dels caràcters dels pares. Aquesta teoria, anomenada pangènesi, es basava en fets tals com que l'encreuament de plantes de flors vermelles amb plantes de flors blanques produeixen plantes de flors roses. La pangènesi va ser defensada per Anaxàgores, Demòcrit i els  tractats hipocràtics i, amb algunes modificacions, pel mateix Charles Darwin.
Les lleis de Mendel de l'herència van ser derivades de les investigacions sobre encreuaments entre plantes realitzades per Gregor Mendel, un monjo agustí austríac, al segle xix. Entre els anys 1856 i 1863, Gregor Mendel va conrear i va provar prop de 28 000 plantes de l'espècie  Pisum sativum  (pèsol). Els seus experiments van portar a concebre dues generalitzacions que després serien conegudes com a Lleis de Mendel de l'herència o herència mendeliana. Les conclusions es troben descrites en el seu article titulat  Experiments sobre hibridació de plantes  (la versió original en alemany s'anomena Versuche über Plflanzenhybriden) que va ser llegit a la Societat d'Història Natural de Brno el 8 de febrer i el 8 de març de 1865 i posteriorment publicat en 1866.

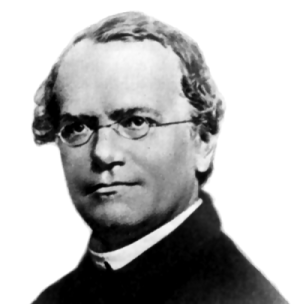
Gregor Mendel descobridor de les lleis bàsiques de la herència genètica.

Mendel va enviar el seu treball al botànic suís Karl von Nägeli (una de les màximes autoritats de l'època en el camp de la biologia). Va ser ell qui li va suggerir que realitzés la seva sèrie d'experiments en diverses espècies del gènere  Hieracium. Mendel no va poder replicar els seus resultats, ja que posteriorment a la seva mort, el 1903, es va descobrir que en Hieracium es produïa un tipus especial de partenogènesi, provocant desviacions en les proporcions mendelianes esperades. De la seva experimentació amb  Hieracium, Mendel possiblement va arribar a pensar que les seves lleis només podien ser aplicades a certs tipus d'espècies i, a causa d'això, es va apartar de la ciència i es va dedicar a l'administració del monestir del qual era monjo. Va morir el 1884, completament ignorat pel món científic.
En 1900, però, el treball de Mendel va ser redescobert per tres científics europeus, l'holandès Hugo de Vries, l'alemany Carl Correns, i l'austríac Erich von Tschermak, per separat, i sense conèixer els treballs de Mendel van arribar a les mateixes conclusions que ell. De Vries va ser el primer que va publicar sobre les lleis, i Correns, després d'haver llegit el seu article i haver buscat en la bibliografia publicada, en què va trobar l'oblidat article de Mendel, va declarar que aquest s'havia avançat i que el treball de De Vries no era original.
En realitat, la idea que els factors eren partícules físiques no s'imposaria fins a principis del segle xx. Sembla més probable que Mendel degué interpretar els factors d'herència en termes de la filosofia neoaristotèlica, interpretant les característiques recessives com potencialitats i les dominants com actualitzacions. És possible que De Vries no hagi reconegut de veritat quant del seu coneixement de les lleis provenia de la seva pròpia obra i quant va arribar només després de llegir el treball de Mendel. Els investigadors posteriors han acusat Von Tschermak de no comprendre en absolut els resultats.
A Europa va ser William Bateson qui va impulsar el 1900 el coneixement de les lleis de Mendel. En donar una conferència a la Societat d'Horticultura, va tenir coneixement del treball de Mendel, a través del relat d'Hugo de Vries; així trobar la ratificació del que havia estat experimentant. Ell va ser, doncs, qui va donar les primeres notícies a Anglaterra de les investigacions de Mendel. En 1902, va publicar Els principis mendelians de l'herència: una defensa acompanyada de la traducció dels treballs originals de Mendel sobre hibridació. A més, va ser el primer a encunyar termes com "genètica", "gen" i "al·lel" per descriure molts dels resultats d'aquesta nova ciència biològica. L’equip d’investigació de Bateson a la Universitat de Cambridge, va estar format per 13 persones, 7 de les quals eren biòlogues. Aquestes pioneres científiques de la genètica i les lleis de l’herència foren: Becky Saunders, Muriel Wheldale, Anna Bateson, Nora Darwin, Dora Pertz,  Florence Durham i Hilda Killby. A més a més, les contribucions de les científiques Igerna Sollas, Mary Hart-Davis i Dorothea Marryat foren rellevants en la comprovació de les lleis de Mendel.
En 1902, Theodor Boveri i Walter Sutton, treballant de manera independent, van arribar a una mateixa conclusió i van proposar una base biològica per als principis mendelians, anomenada Teoria cromosòmica de l'herència. Aquesta teoria sosté que els gens es troben en els cromosomes i al lloc cromosòmic ocupat per un gen se li va denominar  locus  (es parla de  loci  si es fa referència al lloc del cromosoma ocupat per diversos gens). Tots dos es van adonar que la segregació dels factors mendelians (al·lels) es corresponia amb la segregació dels cromosomes durant la  divisió meiòtica (per tant, existia un paral·lelisme entre cromosomes i gens).
Alguns treballs posteriors de biòlegs i estadístics com ara  RA Fisher (1911) van mostrar que els experiments realitzats per Mendel tenien globalitat en totes les espècies, mostrant exemples concrets de la natura. Els principis de la segregació equitativa (Segona llei de Mendel) i la transmissió independent de l'herència (3a llei de Mendel) deriven de l'observació de la progènie d'encreuaments genètics, però, Mendel no coneixia els processos biològics que produïen aquests fenòmens.
Així, es pot considerar que les lleis de Mendel reflecteixen el comportament cromosòmic durant la meiosi: la primera llei respon a la migració aleatòria dels cromosomes homòlegs a pols oposats durant l'anafase I de la meiosi (tant els al·lels com els cromosomes homòlegs segreguen de manera equitativa o 1: 1 en els gàmetes) i la segona llei, l'alineament aleatori de cada parell de cromosomes homòlegs durant la metafase I de la meiosi (pel què gens diferents i parells diferents de cromosomes homòlegs segreguen independentment).

## Experiments

Els set caràcters que va observar G. Mendel en les seves experiències genètiques amb els pèsols.

Mendel va publicar els seus experiments amb pèsols en 1865 i 1866. A continuació es descriuen els principals avantatges de l'elecció de  Pisum sativum  com a organisme model: el seu baix cost, temps de generació curt, elevat índex de descendència, diverses varietats dins de la mateixa espècie (color, forma, mida, entre d'altres.). A més, reuneix característiques típiques de les plantes experimentals, com posseir caràcters diferencials constants.
 Pisum sativum  és una planta autògama, és a dir, s'autofecunda. Mendel ho va evitar emasculant-la (eliminant les anteres). Així va poder creuar exclusivament les varietats desitjades. També va embutxacar les flors per protegir els híbrids de pol·len no controlat durant la floració.
Va dur a terme un experiment control realitzant encreuaments durant dues generacions successives mitjançant autofecundació per obtenir línies pures per a cada caràcter.
Mendel va dur a terme la mateixa sèrie d'encreuaments en tots els seus experiments. Va creuar dues varietats o línies pures diferents respecte d'un o més caràcters. Com a resultat obtenia la primera generació filial (F1), en la qual va observar la uniformitat  fenotípica dels híbrids. Posteriorment, l'autofecundació dels híbrids de F1 va donar lloc a la segona generació filial (F2), i així successivament. També va realitzar encreuaments recíprocs, és a dir, alternava els fenotips de les plantes parentals:
♀P 1 × ♂P 2 
♀P 2 × ♂P 1 
(sent P la generació parental i els subíndexs 1 i 2 els diferents fenotips d'aquesta).
A més, va dur a terme retrocreuaments, que consisteixen en l'encreuament dels híbrids de la primera generació filial (F1) pels dos parentals utilitzats, en les dues direccions possibles:
♀F 1 × ♂P 2 i ♀P 2 × ♂F 1 (encreuaments recíprocs)
♀F 1 × ♂P 1 i ♀P 1 × ♂F 1 (encreuaments recíprocs)
Els experiments van demostrar que:
- L'herència es transmet per elements particulats (refutant, per tant, l'herència de les mescles).

- Es segueixen normes estadístiques senzilles, resumides en els seus dos principis.

## Les lleis de Mendel
Les tres lleis de Mendel expliquen i prediuen com van a ser els caràcters físics (fenotip) d'un nou individu. Freqüentment s'han descrit com «lleis per explicar la transmissió de caràcters» (herència genètica) a la descendència. Des d'aquest punt de vista, de transmissió de caràcters, estrictament parlant no correspondria considerar la primera llei de Mendel (Llei de la uniformitat). És un error molt estès suposar que la uniformitat dels híbrids que Mendel va observar en els seus experiments és una llei de transmissió, però la dominància res té a veure amb la transmissió, sinó amb l'expressió del genotip. Per la qual cosa aquesta observació mendeliana a vegades no es considera una llei de Mendel. Així doncs, hi ha tres lleis de Mendel que expliquen els caràcters de la descendència de dos individus, però només són dues les lleis mendelianes de transmissió: la Llei de segregació de caràcters independents (2a llei, que, si no es té en compte la llei d'uniformitat, és descrita com a 1a Llei) i la Llei de l'herència independent de caràcters (tercera llei, a vegades descrita com a segona Llei).

### Primera Llei de Mendel: Principi de la uniformitat dels híbrids de la primera generació filial (segregació equivalent)
Estableix que si es creuen dues races pures (1 homozigot dominant amb un recessiu) per a un determinat caràcter, els descendents de la primera generació seran tots iguals entre si, fenotípica i genotípicament, i iguals fenotípicament a un dels progenitors (de genotip dominant), independentment de la direcció de l'encreuament.
Expressat amb lletres majúscules les dominants (A = groc) i minúscules les recessives (a = verd), es representaria així:
```
AA + aa = Aa, Aa, Aa, Aa. En poques paraules, existeixen factors per a cada caràcter els quals se separen quan es formen els gàmetes i es tornen a unir quan ocorre la fecundació.
```

### Segona Llei de Mendel: Llei de la segregació dels caràcters en la segona generació filial
Aquesta llei estableix que durant la formació dels gàmetes, cada al·lel d'un parell se separa de l'altre membre per determinar la constitució genètica del gàmeta filial. És molt habitual representar les possibilitats d'hibridació mitjançant un quadre de Punnett.
Mendel va obtenir aquesta llei al creuar diferents varietats d'individus heterozigots (diploides amb dues variants al·lèliques del mateix gen: Aa), i va poder observar en els seus experiments que obtenia molts pèsols amb característiques de pell groga i altres (menys) amb característiques de pell verda, va comprovar que la proporció era de 3/4 de color groc i 1/4 de color verd (3: 1). Aa + Aa = AA, Aa, Aa, aa.
Segons la interpretació actual, els dos al·lels, que codifiquen cada característica, són segregats durant la producció de gàmetes mitjançant una divisió cel·lular meiòtica. Això vol dir que cada gàmeta va a contenir un sol al·lel per a cada gen. La qual cosa permet que els al·lels matern i patern es combinin en el descendent, assegurant la variació.
Per a cada característica, un organisme hereta dos al·lels, un de cada progenitor. Això significa que en les cèl·lules somàtiques, un al·lel prové de la mare i un altre del pare. Aquests poden ser homozigots o heterozigots.
En paraules del mateix Mendel:
| «               | Resulta ara clar que els híbrids formen llavors que tenen l'un o l'altre dels dos caràcters diferencials, i d'aquests la meitat tornen a desenvolupar la forma híbrida, mentre que l'altra meitat produeix plantes que romanen constants i reben el caràcter dominant o el recessiu en igual nombre. | » |
| — Gregor Mendel | |   |

### Tercera Llei de Mendel: Llei de la independència dels caràcters hereditaris
A vegades és descrita com la segona Llei, en cas de considerar només dues lleis (criteri basat en què Mendel només va estudiar la transmissió de factors hereditaris i no la seva dominància / expressivitat). Mendel va concloure que diferents trets són heretats independentment els uns dels altres, no existeix relació entre ells, per tant el patró d'herència d'un tret no afectarà al patró d'herència d'un altre. Només es compleix en aquells gens que no estan lligats (és a dir, que estan en diferents cromosomes) o que estan en regions molt separades del mateix cromosoma. En aquest cas la descendència segueix les proporcions. Representant-lo amb lletres, de pares amb dues característiques AALL i aall (on cada lletra representa una característica i la dominància per la majúscula o minúscula), per entrecreuament de races pures (1a Llei), aplicada a dos trets, resultarien els següents gàmetes:
AL + al = AL, Al, aL, al.
A l'intercanviar entre aquests quatre gàmetes, s'obté la proporció
AALL, AALl, AAlL, AAll, AaLL, AaLl, AalL, Aall, aALL, aALl, aAlL, aAll, aaLL, aaLl, aalL, aall.
 
Com a conclusió tenim: 9 amb "A" i "L" dominants, 3 amb "a" i "L", 3 amb "A" i "l" i 1 amb gens recessius "aall"
En paraules del mateix Mendel: 
| «               | Per tant, no hi ha dubte que a tots els caràcters que van intervenir en els experiments s'aplica el principi que la descendència dels híbrids en què es combinen diversos caràcters essencials diferents, presenta els termes d'una sèrie de combinacions, que resulta de la reunió de les sèries de desenvolupament de cada parella de caràcters diferencials. | » |
| — Gregor Mendel | |   |

## Patrons d'herència mendeliana
Mendel va descriure dos tipus de "factors" (gens) d'acord amb la seva expressió fenotípica en la descendència, els dominants i els recessius, però hi ha un altre factor a tenir en compte en organismes dioic si és el fet que els individus de sexe femení tenen dos cromosomes X (XX) mentre els masculins tenen un cromosoma X i un Y (XY), amb la qual cosa queden conformats quatre maneres o "patrons" segons els quals es pot transmetre una mutació simple:
- Gen dominant situat en un autosoma (herència autosòmica dominant).
- Gen recessiu situat en un autosoma (herència autosòmica recessiva).
- Gen dominant situat en el cromosoma X (herència dominant lligada al cromosoma X).
- Gen recessiu situat en el cromosoma X (herència recessiva lligada al cromosoma X).

## Fenòmens que alteren les segregacions mendelianes

### Herència lligada al sexe
És l'herència relacionada amb el parell cromosomes sexuals. El cromosoma X porta nombrosos gens, però el cromosoma Y tan sols uns pocs i la majoria en relació amb la masculinitat. El cromosoma X és comú per a tots dos sexes, però només el masculí posseeix cromosoma Y.

#### Herències influïdes pel sexe i limitades al sexe
En les herències limitades al sexe poden estar compromesos mutacions de gens amb cromosomes autosòmics l'expressió només té lloc en òrgans de l'aparell reproductor masculí o femení. Un exemple és el defecte congènit septe vaginal transvers, d'herència autosòmica recessiva, o la deficiència de 5 α reductasa que converteix la testosterona en dihidrotestosterona que actua en la diferenciació dels genitals externs masculins, pel que la seva absència simula genitals femenins quan el nen neix.
Una mutació pot estar influïda pel sexe, això pot ser degut a l'efecte del metabolisme endocrí que diferencia mascles i femelles. Per exemple, en humans la calvície es deu a l'efecte d'un gen que s'expressa com autosòmic dominant, però en una família amb la segregació d'aquest gen només els homes pateixen de calvície i les dones tindran el seu cabell més escàs després de la menopausa. Un altre exemple pot ser la deficiència de l'enzim 21 hidroxilasa que intervé en el metabolisme dels glucocorticoides. Quan aquest enzim està absent, la síntesi de glucocorticoides es desplaça cap a la formació de testosterona i aquesta hormona està compromesa en l'embriogènesi dels genitals externs de l'home, pel que la seva presència anormal en el desenvolupament d'un fetus femení produeix la masculinització dels genitals femenins, mentre que en el cas d'un fetus home, només incrementa el desenvolupament dels masculins. Una anormalitat d'aquest tipus, permetrà sospitar un diagnòstic clínic més ràpidament en una nena, basat en l'examen dels genitals del nounat, que en un nen.

#### Estructura gènica del cromosoma Y
Per tenir un sol cromosoma X, als individus de sexe masculí no se'ls poden aplicar els termes "homozigot" o "heterozigot" per gens situats en aquest cromosoma i absents en el cromosoma Y. Tant si són gens que expressin el caràcter dominant o recessiu, si estan situats en el cromosoma X, els homes sempre ho expressaran i l'individu que el porta se li denomina homozigot.
De l'anterior es dedueix que, ja que les femelles tenen un sol tipus de cromosoma sexual, el X, els seus gàmetes sempre tindran la dotació cromosòmica 23, X, mentre els masculins poden portar una X, donant lloc a un individu femení (XX), o un Y, amb el que s'originaria un individu masculí (XY). A causa d'això es diu que les dones són homogamètiques (tots els seus gàmetes tenen igual constitució) i que els homes són heterogamètics (tenen gàmetes 23, X i 23, Y).

#### Sistema de compensació de dosi gènica del cromosoma X
En insectes, tal com s'ha vist en Drosophila, es va descobrir l'existència d'un gen que exerceix de compensador de dosi, quan es troba en dosi única (com ocorre en mascles) produeix l'activació de l'expressió dels gens del cromosoma X. En mamífers no s'ha trobat un gen amb funció equivalent.

##### Inactivació del cromosoma X
La inactivació del cromosoma X o inactivació del cromosoma X es produeix perquè, a diferència del cromosoma Y, el X té gran quantitat de gens actius que codifiquen importants productes, com ara el factor VIII de coagulació. Podria pensar-se, per tant, que si les femelles tenen dues X han de tenir el doble dels productes o enzim s les gens estan en aquest cromosoma en relació amb els individus del sexe masculí, però, això no passa així.
S'ha observat en mamífers que en les cèl·lules somàtiques del sexe femení (46, XX), només un dels dos cromosomes X és actiu. L'altre roman inactiu i apareix en cèl·lules en interfase com un cos dens fortament acolorit, que s'inactiva i s'adossa a la membrana nuclear en la perifèria del nucli, i que rep el nom de cos de Barr. La inactivació del cromosoma X té lloc a l'estat de mòrula, al voltant del tercer dia després de la fertilització i es completa, en la massa de cèl·lules internes que donaran origen a l'embrió, al final de la primera setmana de desenvolupament embrionari. La selecció del cromosoma X que s'inactivarà, és un fenomen generalment aleatori tenint en compte que en ocórrer la fecundació cada cromosoma X té origen matern i patern, en unes cèl·lules s'inactivarà el X matern (X m) i en d'altres el X patern (X p). Una vegada que s'inactiva un dels dos cromosomes X les cèl·lules descendents mantindran el mateix cromosoma X inactiu originant-se un clon cel·lular (X m) o (X p) actius. És a dir, a l'inici de la inactivació, aquesta és l'atzar, primer s'inactiva a l'atzar qualsevol de les dues X, ja sigui l'heretada de la mare o del pare; però un cop ocorreguda es manté el mateix cromosoma X que s'inactivà en la primera cèl·lula del clon i les cèl·lules que derivin d'aquesta durant el procés de creixement i desenvolupament mantindran d'ara endavant inactivat el mateix cromosoma X.
La inactivació (desactivació) del cromosoma X està determinada pel gen XIST. Aquest gen està involucrat en la transcripció específica d'inactivació que funciona per un mecanisme de metilació preferencial, això vol dir que si no hi ha cap alteració d'estructura en els dos cromosomes X del genoma femení, la inactivació ha d'ocórrer de forma aleatòria, però si existís alguna alteració amb gran compromís en la funció d'un dels dos cromosomes X hi hauria una activació no completament aleatòria. El locus del gen XIST es troba localitzat en Xq13.3.
La inactivació del X determina conseqüències genètiques i clíniques:
- Compensació de dosi: iguala la dosi de productes de gens amb l'hemizigòtic per gens localitzats en el cromosoma X, determinant concentracions proteiques similars en ambdós sexes, per gens lligats al X.
- Variacions en l'expressió de mutacions en femelles heterozigòtiques: per exemple, presència de símptomes més o menys severs en femelles portadores per hemofília s A o B, distròfia muscular de Duchenne, distròfies retinals recessives lligades al X.
- Els òrgans femenins es comporten com mosaics. Aquest fenomen es pot manifestar en zones en què es manifesti un al·lel (procedent de l'X de la mare) i altres zones en què es manifesta l'altre al·lel. S'observa en fenòmens com el color del pelatge d'algunes femelles de felins, de manera que els felins de tres colors són femelles, i els de dos colors són mascles;[12] en l'albinisme ocular recessiu lligat al X; o en el test immunohistoquímic per a la detecció de la distrofina en femelles heterozigòtiques per la distròfia muscular Duchenne.

### Penetrància d'un gen o d'una mutació específica
Penetrància és el terme que s'empra per referir-se a l'expressió en termes de tot o res dins d'una població d'individus. Si la mutació s'expressa en menys del 100% dels individus portadors o heterozigòtics es diu que la mutació té una penetrància reduïda i que aquest individu aparentment "sa" per al caràcter o malaltia que s'estudia en la família pot transmetre la mutació al seu descendència i aquests expressar el defecte. La penetrància reduïda sembla l'efecte de la relació de la mutació en qüestió i altres gens del genoma, amb els quals es troba interactuant en unes de les cèl·lules.

### Expressivitat d'un gen o mutació específica
Expressivitat s'usa per referir-se al grau de severitat que es manifesta en el fenotip. En termes clínics, és sinònim de gravetat. L'expressió d'un gen també depèn de la relació d'aquest amb la resta del genoma, però també de la relació genoma-ambient. Per referir-se a aquestes gradacions fenotípiques s'utilitza el terme expressivitat variable del gen o de la mutació.

### Efecte pleiotròpic d'un gen o mutació específica
Amb en terme pleiotropia o efecte pleiotròpic d'un gen es fa referència a totes les manifestacions fenotípiques en diferents òrgans o sistemes que són explicables per una simple mutació. Un exemple clàssic per explicar aquest terme el constitueix el Síndrome de Marfan, la mutació afecta el gen FBN1 que codifica la fibrilina, una proteïna es troba en el teixit connectiu i explica les manifestacions esquelètiques, oculars i cardiovasculars que caracteritzen a la síndrome.

### Heterogeneïtat genètica
Aquest terme s'aplica tant a mutacions en gens localitzats en diferents cromosomes que produeixen expressió similar en el fenotip (heterogeneïtat no al·lèlica) com a mutacions que afecten a diferents llocs del mateix gen (heterogeneïtat al·lèlica). Aquesta categoria complica extraordinàriament l'estudi etiològic de variants del desenvolupament d'origen genètic i constitueix una àmplia i fonamental font de diversitat genètica del desenvolupament.

### Noves mutacions amb expressió dominant
Quan té lloc una mutació de novo que s'expressa com a dominant, és a dir, en un genotip heterozigòtic, passa que pares que no presenten l'efecte de la mutació poden tenir un descendent afectat. L'absència d'antecedents familiars, una vegada que s'exclouen fenòmens com la penetrància reduïda del gen i variacions mínimes de l'expressivitat dificulta arribar al plantejament d'una mutació de novo quan en la literatura el defecte o malaltia no ha estat reportada amb anterioritat, amb un tipus específic d'herència.

### Efecte de letalitat en un genotip específic
Algunes mutacions s'expressen de forma tan severa que produeixen letalitat en un genotip específic. Un exemple podria ser l'efecte d'una doble dosi d'una mutació que s'expressa com a dominant o l'efecte en un genotip hemizigòtic, com passa en la incontinència pigmenti, malaltia humana dominant lligada al cromosoma X.

## Herència en mamífers

### L'arbre genealògic

Pedigree autosòmic dominant.

Com en qualsevol altra especialitat mèdica, en genètica adquireix enorme importància l'interrogatori de l'individu malalt i els seus familiars, però, addicionalment, és vital establir els llaços de parentiu entre els individus afectats i els suposadament sans, per això s'utilitza l'anomenat arbre genealògic o pedigree en el qual mitjançant símbols internacionalment reconeguts es descriu la composició d'una família, els individus sans i malalts, així com el nombre d'avortaments, morts, etc.

### Herències dominants
Quan el gen productor d'una determinada característica (o malaltia) s'expressa tot i estar en una sola dosi es denomina  'dominant'  i els llinatges on se segrega mostren un arbre genealògic en què, com a regla, hi ha diversos individus que ho expressen i els afectats tenen un progenitor igualment afectat. No obstant això, hi ha diferències segons si el gen està situat en un autosoma o en el cromosoma X.
En l'herència autosòmica dominant es compleixen els següents fets:
- Diversos individus afectats.
- Els afectats són fills d'afectats.
- S'afecten per igual homes i dones.
- Com a regla, la meitat de la descendència d'un afectat hereta l'afecció.
- Els individus sans tenen fills sans.
- Hi ha homes afectats fills d'homes afectats (la qual cosa exclou la possibilitat que el gen causant de l'afecció està situat al cromosoma X, que en els homes procedeix de la mare).
- El patró ofereix un aspecte vertical.

En aquest cas els individus afectats són usualment heterozigòtics i tenen un risc del 50% en cada intent reproductiu que el seu fill hereti l'afecció independentment del seu sexe.